# Урша Бежан
Урша Бежан (24 травня 1994) — словенська плавчиня.
Учасниця Олімпійських Ігор 2012 року.